# Gastroserica trilineata
Gastroserica trilineata är en skalbaggsart som beskrevs av Ahrens 2000. Gastroserica trilineata ingår i släktet Gastroserica och familjen Melolonthidae. Inga underarter finns listade i Catalogue of Life.